# Hyrel 3D
Hyrel 3D là một công ty sản xuất máy in 3D gia đình ở ngoại ô Atlanta, GA dùng cho các thiết lập gia đình, văn phòng và công nghiệp. Các máy Hyrel 3D sử dụng mô hình lắng đọng nóng chảy để tạo ra các vật thể rắn hoặc rỗng ba chiều từ một mô hình kỹ thuật số, có thể được thiết kế hoặc sản xuất với một lần quét.

## Lịch sử
Hyrel 3D được hình thành khi một nhóm kỹ sư đã mua một máy in 3D cho các bộ phận nguyên mẫu và thấy rằng họ có chuyên môn để làm tốt hơn.
Công ty đã tìm kiếm sự ủng hộ ban đầu thông qua một chiến dịch Kickstarter, được khởi chạy vào ngày 6 tháng 9 năm 2012, đã nhận được hơn 300% mục tiêu tài trợ $ 50,000.

## Sản phẩm
Hyrel 3D cung cấp ba mô hình máy in: 1. The Engine, với không gian xây dựng mở; 2. The System 30M, với một khu vực xây dựng kín kèm theo và hệ thống lọc. 3. 16A - Hydra, cụm sàn với 5 khe cắm đầu in (diện tích xây dựng lớn hơn). Cả hai đều có máy tính nhúng, màn hình cảm ứng,khu vực xây dựng  khoảng 8x8x8 " với bàn in có gia nhiệt và đầu in có thể hoán đổi nóng kiểu mô-đun. dòng chảy nóng, ống tiêm và máy đùn được liên kết qua Canbus.

## Vật liệu
Máy in 3D Hyrel có thể in với các vật liệu sau tính đến tháng 10 năm 2013:

### Dạng sợi
- ABS
- PLA
- PET
- Nylon
- Peek

### Có thể đùn được
- Tiêu chuẩn:
  - Cao su (Sugru)[10][11]
  - RTV silicone (Lưu hóa ở nhệt độ phòng)
  - Đất sét mô hình gốm[12]
[12]
- Có thể tái sử dụng:
  - Đất sét mô hình dựa trên dầu(Plasticine)[13][14]
  - Đất sét polymer
  - Play-Doh[15][16][17][18]
- Có thể nung được:
  - Sứ
  - Đất sét kim loại, gồm cả Đất sét kim loại quý